# 614664 Martinroth
614664 Martinroth è un asteroide della fascia principale. Scoperto nel 2010, presenta un'orbita caratterizzata da un semiasse maggiore pari a 3,1157443 au e da un'eccentricità di 0,2376599, inclinata di 9,42128° rispetto all'eclittica.